# Jorge Muzalon
Jorge Muzalon (en griego: Γεώργιος Μουζάλων; alrededor de 1220 — 25 de agosto de 1258) fue un alto oficial bizantino del Imperio de Nicea bajo Teodoro II Láscaris. De origen humilde, se convirtió en compañero de la infancia de Teodoro y fue elevado a un alto cargo cuando este último asumió el poder. Esto causó un gran resentimiento entre la aristocracia, que tenía el monopolio de los altos puestos y resentían las políticas del emperador. En 1258 fue nombrado, junto con el patriarca Arsenio Autoriano, como regente del hijo de Teodoro, Juan IV Láscaris. Fue asesinado por los soldados apenas unos días después de la muerte del emperador, como el resultado de una conspiración encabezada por los nobles bajo el futuro emperador Miguel VIII Paleólogo.